# Alexander Djajasiswaja
Alexander Soetandio Djajasiswaja (* 30. November 1931 in Surakarta; † 19. Januar 2006 in Bandung) war ein indonesischer römisch-katholischer Geistlicher und Bischof von Bandung.

## Leben
Er empfing am 7. September 1958 das Sakrament der Priesterweihe.
Papst Johannes Paul II. berief ihn am 2. Juli 1984 zum Bischof von Bandung, einer Diözese 170 km südöstlich von Jakarta. Die Bischofsweihe spendete ihm am 11. November 1984 Justinus Kardinal Darmojuwono; Mitkonsekratoren waren Alfred Gonti Pius Datubara OFMCap, Erzbischof von Medan, und Alphonsus Augustus Sowada O.S.C., Bischof von Agats.
Djajasiswaja rief mehrfach zu einem Dialog der Konfessionen und Religionen in dem multiethnischen und multireligiösen Staat auf. Er starb am 19. Januar 2006, nachdem er zuvor ins Koma gefallen war.